# Inostemma seoulis
Inostemma seoulis är en stekelart som först beskrevs av Chiun-Cheng Ko 1965.  Inostemma seoulis ingår i släktet Inostemma och familjen gallmyggesteklar. Inga underarter finns listade i Catalogue of Life.